# Metropolitan Borough of Doncaster
Doncaster – dystrykt metropolitalny w hrabstwie ceremonialnym South Yorkshire w Anglii.

## Miasta
- Askern
- Bawtry
- Conisbrough
- Doncaster
- Edlington
- Hatfield
- Mexborough
- Stainforth
- Thorne
- Tickhill

## Inne miejscowości
Adwick le Street, Adwick upon Dearne, Almholme, Arksey, Armthorpe, Auckley, Austerfield, Balby, Barnburgh, Barnby Dun, Barnby Dun with Kirk Sandall, Belle Vue, Bentley, Bessacarr, Blaxton, Braithwell, Branton, Brodsworth, Burghwallis, Cadeby, Campsall, Cantley, Carcroft, Clayton, Clifton, Conanby, Conisbrough Parks, Cusworth, Denaby, Denaby Main, Edenthorpe, Fenwick, Finningley, Fishlake, Hampole, Harlington, Hatfield Woodhouse, Hexthorpe, Hickleton, High Melton, Highfields, Hooton Pagnell, Kirk Bramwith, Kirk Sandall, Little Canada, Littleworth, Loversall, Marr, Micklebring, Moorends, Moorhouse, Moss, Norton, Owston, Rossington, Shaftholme, Skellow, Sprotbrough, Sprotbrough and Cusworth, Stainforth, Stainton, Sutton, Sykehouse, Thorne, Thorpe in Balne, Tickhill, Toll Bar, Wadworth, Warmsworth, Wheatley, Wheatley Hills, Woodlands.